# 3530 Hammel
3530 Hammel eller 1981 EC20 är en asteroid i huvudbältet som upptäcktes den 2 mars 1981 av den amerikanska astronomen Schelte J. Bus vid Siding Spring-observatoriet. Den är uppkallad efter den amerikanska astronomen Heidi Hammel.
Asteroiden har en diameter på ungefär 5 kilometer och den tillhör asteroidgruppen Nysa.